# 杉宮 (津山市)
杉宮（すぎのみや）は岡山県津山市にある地名。郵便番号は708-1215。

## 地理
旧・勝加茂西村の中でもっとも南に位置する。旧・勝加茂村の中では中程に位置する。

## 歴史

### 沿革
- 1872年 - 勝加茂西上村、勝加茂西中村、勝加茂西下村が合併、勝加茂西村となる。
- 1886年 - 勝加茂西村が勝加茂西上村、勝加茂西中村、勝加茂西下村に再分村。
- 1889年6月1日 - 町村制施行により、勝北郡勝加茂西下村が同郡上野田村、下野田村、勝加茂坂上村、勝加茂西上村、勝加茂西中村、楢村、勝加茂原村、勝加茂安井村と合併、勝加茂村となる。勝加茂西下村は大字勝加茂西下となり、役場が置かれる。
- 1900年4月1日 - 勝北郡が勝南郡と合併し、勝田郡となる。
- 1955年1月1日 - 勝田郡勝加茂村が同郡新野村、広戸村と合併、勝北町となる。新野東を除き、各村名の冠称部分を省くことになる。その場合に同じになる新野西下と勝加茂西下は新野側は西下、勝加茂側は杉宮と改称した。

## 世帯数と人口
2021年（令和3年）1月1日現在の世帯数と人口は以下の通りである。
| 町丁 | 世帯数  | 人口  |
| ---- | ------- | ----- |
| 杉宮 | 180世帯 | 392人 |

## 小・中学校の学区
市立小・中学校に通う場合、学区は以下の通りとなる。
| 番地 | 小学校               | 中学校             |
| ---- | -------------------- | ------------------ |
| 全域 | 津山市立勝加茂小学校 | 津山市立勝北中学校 |

## 交通

### 道路
- 国道53号
- 岡山県道415号工門勝央線

## 施設
- ローソン津山杉宮店

## 改称
旧・勝加茂西村に由来する勝加茂西上、勝加茂西中がそれぞれ上村、中村と改称したのに対し、勝加茂西下のみ下村ではなく杉宮と言う全く別の改称を行った。新野側は新野西村に由来するものはそろって西上、西中、西下のように改称している。